# Nomenklatura
Cet article possède un paronyme, voir Nomenclature.
La nomenklatura (en russe : номенклату́ра [nəmʲɪnklɐˈturə]) est un terme russe, passé dans les langues des autres pays communistes (nomenklatura, nomenclatura), pour désigner l'élite du Parti communiste de l'Union soviétique et de ses satellites du bloc communiste, les hauts gradés de l'armée, les troupes d'élite, les membres des polices politiques, les dirigeants de la bureaucratie, les directeurs d'usines, de kolkhozes et d'institutions, les apparatchiks les plus influents et, bien sûr, les responsables de l'État et des ministères. En Chine, l'expression équivalente est princes rouges.
On peut comparer les élites des anciens blocs de l'Est et de l'Ouest : à l'Ouest un establishment détient des pouvoirs privés (médias, finances, commerce, industrie) et cherche à influencer les pouvoirs publics (État et institutions) ; à l'Est, où il n'y a pas de sphère économique privée, la nomenklatura détient les pouvoirs publics et contrôle la production, la consommation et les services. La nomenklatura ne vivait cependant pas dans des conditions aussi luxueuses que les grands capitalistes d’Occident mais elle bénéficiait d'une sécurité économique, politique et environnementale l'isolant du reste de la population : ses conditions de vie quotidienne, comparables à celles des classes supérieures des pays occidentaux, ne paraissaient privilégiées qu'en regard de celles des habitants ordinaires.

## Étymologie et origines
L'étymologie du mot remonte à l'expression социальная номенклатура (« nomenclature sociale ») permettant à l'état-civil soviétique (et des États satellites) de classer, selon les barèmes léninistes, les citoyens en fonction de deux types de critères :
- les origines sociales de leurs familles (« saines » : ouvriers industriels, agricoles et des services, simples soldats ; « douteuses » : artisans, petits paysans ayant possédé des animaux ou un lopin familial, sous-officiers ; « koulaks » : paysans ayant possédé du gros bétail ou plusieurs lopins, ou ayant vendu leur production, officiers de rang inférieur ; « bourgeois » : anciennes classes moyennes, professions libérales, chefs d'atelier, petits fonctionnaires des régimes antérieurs au communisme, officiers de rang moyen ; « grands bourgeois » : notables, hauts fonctionnaires, cadres industriels, gros commerçants, officiers de rang supérieur ; « exploiteurs et parasites du peuple » : actionnaires, patrons et hauts cadres de l'industrie, aristocrates et propriétaires terriens, généraux et amiraux, membres des gouvernements et des parlements des régimes antérieurs au communisme)[8] ;
- leur attitude par rapport au pouvoir soviétique (« fiable » : entièrement dévoué, ne discutant jamais les ordres, et ayant toujours soutenu la ligne politique finalement gagnante au sein du Parti ; « douteuse » : favorable au régime mais ayant tendance à discuter les ordres, à les interpréter, à prendre des initiatives, ou s'étant trompé de ligne politique en restant fidèle à une tendance entre-temps condamnée comme déviationniste ; « hostile » : opposé au pouvoir soviétique, catégorie très large incluant aussi bien les ennemis déclarés du régime, que des citoyens simplement accusés d'être hostiles, des cadres accusés de « sabotage » pour avoir contesté ou échoué à exécuter des ordres absurdes ou irréalisables, ou encore des paysans ayant soustrait des provisions aux réquisitions pour éviter de mourir de faim).

Ces barèmes permettaient d'attribuer aux citoyens concernés des points de mérite (c'est-à-dire de confiance du régime) accélérant ou ralentissant leur carrière. Plus les origines d'un citoyen étaient « saines » et plus son attitude était « fiable », plus il était, a priori, « digne de la confiance du Parti ». Cette confiance donnait accès à divers avantages concernant l'alimentation, l'habitat, l'équipement ménager, les congés, l'accès aux loisirs, la santé, la formation, de droit de voyager, les études des enfants. Ces « camarades les plus méritants » pouvaient se voir confier des responsabilités et les avantages qui les accompagnent.
Le terme russe populaire de « Nomenklatura » désignant les listes de « camarades méritants » apparaît dans Le Maître et Marguerite de Mikhaïl Boulgakov, qui décrit la vie moscovite à la fin de la NEP : de cette époque date le motto : « Dans la maison du peuple communiste, toutes les briques sont égales, mais celles qui sont en dessous doivent supporter le poids de celles qui sont au-dessus ». Plusieurs auteurs comme David Rousset, Jacques Rossi ou Viktor Kravtchenko avaient déjà dénoncé ces discriminations, mais, hors du bloc de l'Est, il faut attendre 1970 pour que le terme soit rendu public par Mikhaïl Voslenski dans son ouvrage La Nomenklatura : les privilégiés en URSS. Il y signifie, au sens propre et très prosaïquement, un annuaire des cadres du PCUS tant fédéraux que locaux.
On voit comment ils disposent de logements particuliers plus spacieux et mieux situés, d'accès à des magasins et restaurants spéciaux, de véhicules et de datchas. Ils ont également la capacité par leur réseau d'inscrire leurs enfants dans des établissements huppés, de bénéficier fréquemment de lieux de vacances quasi gratuits, d'utiliser à leur gré la promotion canapé sur les femmes soviétiques.

## Contexte
L'émergence de la Nomenklatura, que l'on a comparé à l'establishment capitaliste (à ceci près qu'elle profitait des biens et des services communs : biens et services qu'elle s'est appropriés après la dislocation du bloc de l'Est) doit être replacée dans le contexte de la praxis de l'État communiste au pouvoir :
- sur le plan politique, la position constitutionnelle de jure du Parti communiste comme « parti unique et organe dirigeant de l’État », interdisant de facto la constitution d’associations, syndicats ou autres structures sociales indépendantes du pouvoir, et imposant un courant de l’autorité et de légitimité » (souveraineté), allant du sommet (le Soviet suprême) vers la base (les autres structures du Parti, les soviets locaux, les citoyens) ;
- sur le plan logistique, une activité policière massive de surveillance et répression de la société civile, articulée autour de la police politique, active par la censure, l’écoute aléatoire et sans aucun contrôle juridique des conversations téléphoniques, l’ouverture du courrier, le quadrillage territorial, institutionnel et professionnel systématique du pays, la pratique courante d’arrestations arbitraires, de tortures en cours d’interrogatoire, d’internement psychiatrique et de déportation des citoyens arrêtés, avec ou sans « jugement », dans les réseaux de camps de travail forcé comme le Goulag ou le Laogai ;
- sur le plan économique, une stricte planification d’État, ne touchant pas seulement les orientations macro-économiques et au commerce international, mais aussi tous les aspects de la production, de la distribution et de la consommation, au mépris des ressources disponibles, des possibilités techniques, de l'environnement et des besoins de la population, interdisant toute forme d’autogestion et induisant des inégalités entre la nomenklatura qui disposait d’un niveau de vie élevé, et le reste de la population aux prises avec une pénurie permanente d’énergie, de denrées, de produits finis et de services (ce qui encourageait le développement d’une économie informelle, mais spéculative) ;
- sur le plan social, un strict contrôle des activités culturelles, des médias et des droits des citoyens des pays du bloc communiste à l’opinion, à l’expression et au déplacement (nécessitant des autorisations et divers visas préalables pour changer d’emploi, de domicile, de résidence à l'intérieur du pays, et encore plus pour voyager hors du pays, et surtout dans les pays non-communistes).

## Postérité lexicale

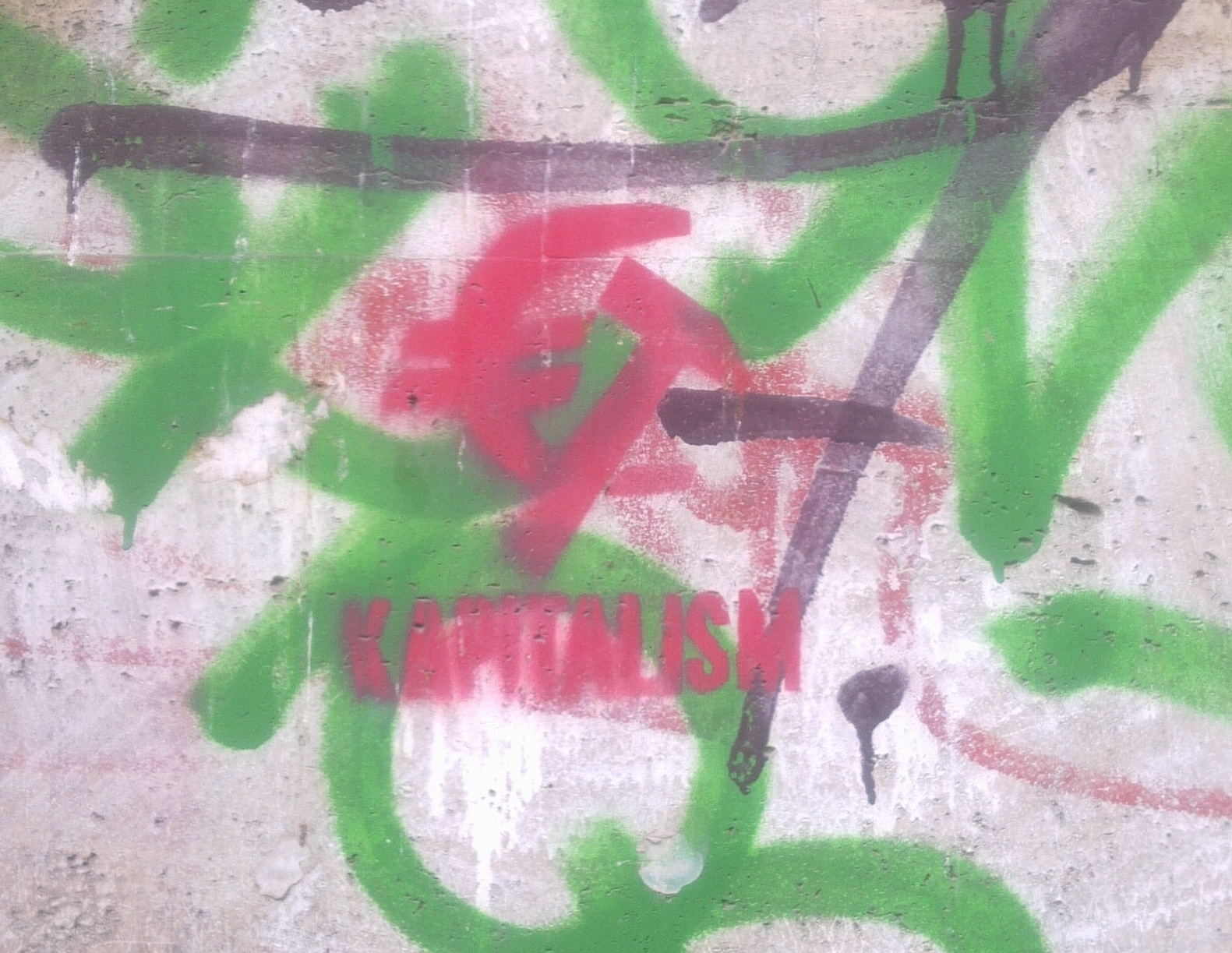
Tag dénonçant le monopole de la nomenklatura sur l'économie pendant la transition post-communiste, sur un mur à Bucarest (2013).

Aujourd'hui, le terme nomenklatura est toujours utilisé, hors de son contexte historique, pour désigner, de façon péjorative, l'élite et les privilèges qui lui sont associés, ou le groupe qui exerce par le truchement de l'État un pouvoir exorbitant dans un domaine commercial sans responsabilité personnelle. Dans le langage courant des anciens pays communistes, tout privilégié ou oligarque est un nomenklaturiste (номенклатурник, nomenklaturnik, etc.), ou un prince rouge (太子党) en Chine.

## Postérité politique
Lors de la dislocation de l'URSS et du bloc de l'Est, les membres de la nomenklatura, qui disposaient des leviers politiques et économiques du pouvoir, ont privatisé les entreprises existantes à bas coût et à leur propre avantage, certains devenant des oligarques très puissants, et troqué le communisme pour différentes options politiques portées par de nouveaux partis, certains d'orientation social-démocrate, d'autres d'orientation libérale, mais tous nationalistes, favorables aux religions dominantes (piliers identitaires d'usage facile) et pourvus sur leur droite d'« épouvantails » néo-conservateurs d'extrême droite à usage aussi bien interne qu'externe, faisant apparaître les autres partis comme modérés : Vladimir Jirinovski en Russie, Iaroslav Androuchkiv en Ukraine (fondateur du parti Social-National), István Csurka en Hongrie (ex-journaliste et dramaturge, parmi les fondateurs de ce qui est devenu le Jobbik), Maciej Giertych en Pologne (ex-membre de la Rada konsultacyjna du général Jaruzelski), Corneliu Vadim Tudor et Adrian Păunescu en Roumanie (ex-thuriféraires de Nicolae Ceaușescu), Mircea Druc en Moldavie (ancien cadre supérieur, chargé des étrangers à l'aéroport international Cheremetievo de Moscou)…
Même si ces « repoussoirs » n'ont pas accédé eux-mêmes au pouvoir, ils ont durablement introduit dans le débat politique le nationalisme, la démagogie populiste et l'autoritarisme comme valeurs politiques, et ont eu des émules qui eux, sont parvenus au pouvoir, comme Viktor Orbán en Hongrie ou Jarosław Kaczyński en Pologne, sans compter que ce modèle d'homme politique peut aussi s'exporter comme en témoigne le soviétique d'origine juive moldave (ex-URSS) Avigdor Liberman devenu ministre en Israël,,. Il est ainsi remarqué que plusieurs pays, ex-satellites de l'URSS, ont des caractéristiques proches des démocratures où la démocratie recule sur plusieurs aspects.
Stéphane Courtois théorise que la sortie du communisme ne fut pas uniforme suivant les pays. Si la classe dirigeante fut totalement écartée dans les pays baltes et en Tchéquie, le plus souvent, la nomenklatura peut se réadapter pour conserver le pouvoir à travers une conversion démocratique ou opportuniste, voire en se basant sur un système mafieux accompagné d'un regain d'autoritarisme, des méthodes permettant de qualifier les états concernés de régimes néo-soviétiques,.
En Chine, après la répression des deux « printemps de Pékin » et des mouvements dissidents des régions autonomes, les « princes rouges » sont restés regroupés au sein du Parti communiste chinois : leur métamorphose en establishment et en classe moyenne prospère s'est cantonnée au domaine économique. Il en fut de même à Cuba,, au Vietnam avec la « perestroïka vietnamienne » et il en est de même en Corée du Nord avec les réformes des années 2010.

## Postérité artistique
- Dans les années 1980, un photographe et artiste russe Alexey Titarenko a utilisé le terme dans le contexte de collages et photomontages Nomenklatura des signes[30].
- Le groupe No One Is Innocent notamment reprend ce terme dans une chanson du même nom.
- Le groupe Front 242 dans l'album de 1984, No Comment, utilise ce terme pour deux chansons : S. FR. Nomenklatura I et S. FR. Nomenklatura II.
- Le groupe Les Wriggles fait référence à ce terme dans le titre Ce que les temps sont durs, dans l'album Tant pis ! Tant mieux !.